# Žrtva (1986.)
Žrtva (švedski Offret) je švedsko-britanska drama iz 1986. koju je režirao i napisao Andrej Tarkovski. To je njegov sedmi i posljednji dugometražni film, ne računajući dokumentarac Tempo di Viaggio. Radnja se odvija oko umirovljenog glumca ateista (Erland Josephson) koji se preobrati natrag religiji uoči neidentificirane ratne katastrofe koja bi mogla uništiti sav život na Zemlji, te obeća Bogu žrtvu ako se uspostavi natrag mir. Kada se mir doista vrati natrag na svijet, junak mora odlučiti hoće li zapaliti svoju kuću kako je obećao. Tarkovski je izjavio kako je film duhovna alegorija kršćanskog koncepta samo-žrtvovanja radi nekog većeg dobra, iako film sadrži i poganske elemente, utjelovljene u vještici Mariji.

## Radnja
Alexander je sredovječni umjetnik, bivši glumac, profesor i kazališni kritičar, koji živi sa svojom obitelji - suprugom Adelaide, kćerkom Martom i maloljetnim sinom Gossenom, koji ne može govoriti jer se oporavlja od operacije na grlu - na jednom udaljenom imanju negdje kraj švedske obale. Alexander i Gossen posade drvo kraj plaže, nadajući se da će primiti korijene. Sretne poštara Otta te mu kaže da je njegov odnos s Bogom "nepostojeći". Njegova obitelj i prijatelji se okupljaju u njegovoj kući kako bi slavili njegov rođendan. Sluškinja Maria odlazi, dok Otto gostima priča kako skuplja "neobjašnjive, ali istinite priče" koje su se dogodile ljudima. Iznenada se čuju zvukovi aviona a na televiziji se objavi vijest o neidentificiranom sukobu koji bi vjerojatno mogao dovesti do Trećeg svjetskog rata i moguće nuklearne katastrofe na Zemlji.
U očaju, Alexander otiđe u praznu sobu te se po prvi put nakon puno godina obrati Bogu u molitvi, te obećava da će žrtvovati svoju obitelj i zapaliti svoju kuću ako se samo dogodi čudo i svijet se spasi. Nakon snovitog stanja, obrati umu se Otto te mu savjetuje da spava s Marijom, koja je vještica. Alexander otiđe do njene kuće biciklom te ga posluša. Idućeg dana, sve je normalno, na vijestima se sukob više ni ne spominje a obitelj bezbrižno vani uživa u prirodi. On odluči održati svoj dio nagodbe te zapali kuću. Obitelj dotrči do kuće dok se odjednom pojavi ambulantna kola koja odvedu Alexandra jer ga smatraju ludim. Gossen leži ispod posađenog stabla, skine zavoj s vrata te progovori: "U početku bijaše riječ. Zašto je tako, tata?"

## Glavne uloge
- Erland Josephson - Alexander
- Susan Fleetwood - Adelaide
- Allan Edwall - Otto
- Guðrún S. Gísladóttir - Maria
- Sven Wollter - Victor
- Valérie Mairesse - Julia
- Filippa Franzén - Marta
- Tommy Kjellqvist - Gossen

## Nagrade
| Nagrada                    | Datum             | Kategorija           | Nominacije       | Rezultat              |
| -------------------------- | ----------------- | -------------------- | ---------------- | --------------------- |
| Filmski festival u Cannesu | 27. svibnja 1986  | Zlatna palma         | Andrej Tarkovski | Velika nagrada žirija |
| BAFTA                      | 26. studeni 1986. | Najbolji strani film | Andrej Tarkovski |                       |

## Vanjske poveznice
- Žrtva na Rotten Tomatoes